# 谢毓元

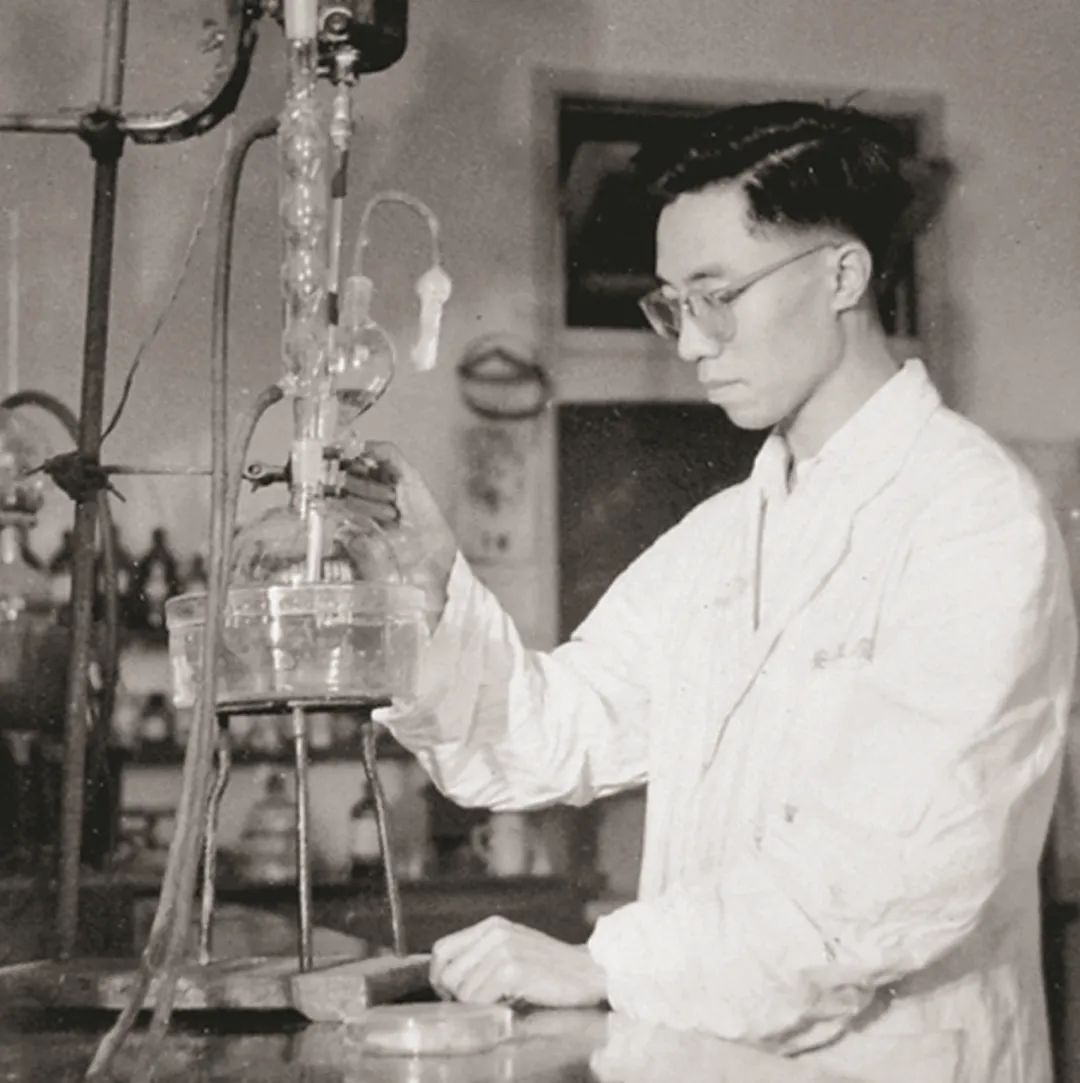
1953年的谢毓元

谢毓元（1924年4月19日—2021年3月27日），男，籍贯江苏苏州，生于北京，中国药物化学家，中国科学院上海药物研究所研究员，曾担任该所所长。

## 生平
1949年毕业于清华大学化学系，1951年2月进入中国科学院上海药物研究所（时为中国科学院有机化学研究所药物研究室）工作至离休，1956年加入中国共产党。1961年获苏联科学院天然有机化合物化学研究所副博士学位。1991年当选为中国科学院学部委员(院士)。2021年3月27日11时05分在上海逝世，享年96岁。